# All Romantic
All Romantic ist ein Musikalbum von Sven-Åke Johansson, Lars Greve und August Rosenbaum. Die am 21. April 2012 in Berlin entstandenen Aufnahmen erschienen am 27. Januar 2013 auf dem dänischen Label Hiatus.

## Hintergrund
Der Schlagzeuger Sven-Åke Johansson Bahn nahm das Album mit dem dänischen Pianisten August Rosenbaum (Jahrgang 1987) und dem Tenorsaxophonisten und Klarinettisten Lars Greve auf, der vor allem durch seine Mitgliedschaft in der dänischen Jazzband Girls in Airports bekannt ist. Das Trio spielte sieben unbetitelte Improvisationen. Die Produktion des Albums wurde vom dänischen Statens Kunstfond gefördert.

## Titelliste
- Sven-Åke Johansson, Lars Greve, August Rosenbaum – All Romantic (Hiatus_005)[1]

1. 1 8:59
2. 3 8:14
3. 6	8:06
4. 4	1:06
5. 5	5:19
6. 2	6:52
7. 7	1:30

Die Kompositionen stammen von Sven-Åke Johansson, Lars Greve und August Rosenbaum.

## Rezeption

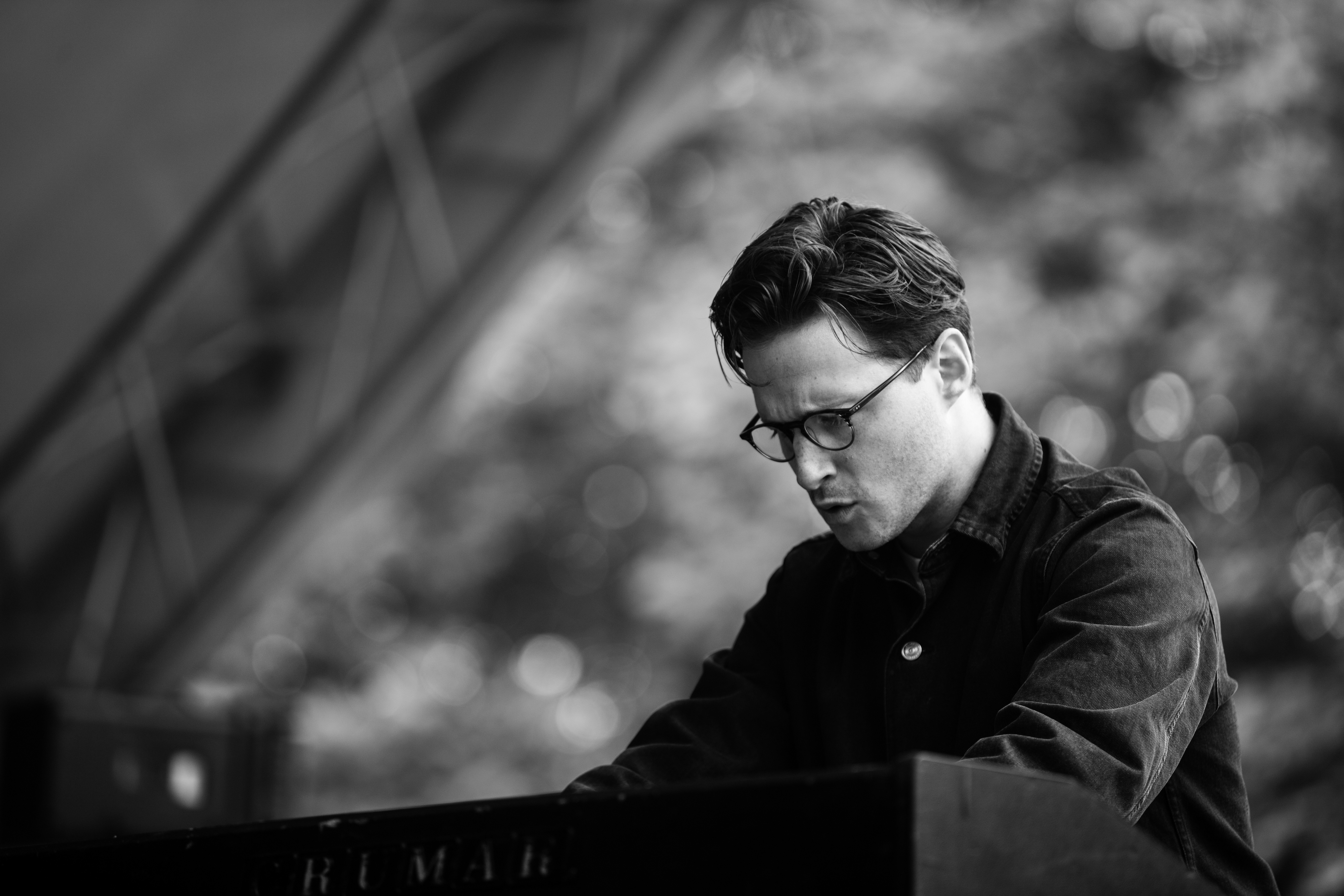
August Rosenbaum (2017)

Es gibt keine melodischen Substantive, keine harmonischen Töne, keine Tonalität, keinen klaren Puls, schrieb Icedor Johansson im Orkesterjournalen. Die drei Musiker würden sich in ihren Interpretationen im untersten Viertel des Dynamikumfangs bewegen. Lars Greve nutze oft nur den Luftstrom durch seine Instrumente als Klangquelle, ohne dass die Klangfarbe resonant wirke, oder spiele ausschließlich auf seinen Mundstücken. Rosenbaum würde düstere Arpeggien im Bassbereich hinzufügen und viele seiner Beiträge mit der rechten Hand monoton und kalt klingen lassen. Johansson wiederum brilliere mit seinem gedämpften virtuosen Spiel, das aus Rasseln und Rascheln sowie einigen vereinzelten kraftvolleren Perkussions-Sequenzen besteht. Das Ganze sei ein präzise ausgeführtes Konzeptprojekt. Man mag dabei übersehen, dass in dieser vibrierenden Landschaft, die der Rezensent als verstörender empfindet als der Titel des Albums, keine große intellektuelle Herausforderung stecke. Doch man käme nicht umhin, als die Mischung aus Disziplin und Kreativität zu bewundern, die zu dieser Musik führe.
Diese Improvisationen würden den einfachsten musikalischen Zutaten entspringen, hieß es in The Wire. „Eine gefühlvolle, balladenhafte Intention, der Wunsch, düstere, sehnsüchtige Stücke zu schaffen, in denen jeder Klang von der ihn umgebenden Stille geprägt und getragen wird“.